# 宮本樹理
宮本 樹理（みやもと じゅり、1983年5月30日 - ）は、愛媛県北宇和郡吉田町出身の日本の柔道家。階級は57kg級。身長160cm。得意技は内股、大腰。現姓は小國。

## 人物
3歳の時に水泳とピアノを習い出すと、小学校1年生からはダンスも始めた。また、母親の兄たちは地元で知られた柔道兄弟だけあって、柔道も盛んに勧められたものの、あまり良いイメージを持っていなかったので拒んでいた。しかし、小学校4年生の時に立ち寄ったうどん屋の｢国安｣でテレビを見ていたら、｢愛媛のYAWARAちゃん｣として取り上げられていた小学校6年生の風戸晴子が男子をバンバン投げている姿を見てかっこよく思えたこともあり、これをきっかけとして地元の吉田柔道会で柔道を始めることになった。
ただ、始めては見たがすぐに飽きてしまい、吉田中学入学前には新体操をやってみたくなったものの、母親にローラーブレードを買ってもらう条件で柔道を続けることになった。中学3年の時には全国中学校柔道大会56kg級に出場するが、予選リーグで敗れた。高校はピアノを本格的に取り組むために音楽科のある学校に進もうと思っていたが、結果として兄と風戸がいた宇和島東高校に進むことになった。
高校では柔道に対する情熱がわかず、それなりの練習しかしていないこともあって、1年の時に全国高校選手権63kg級でベスト16に入った程度だった。この当時は高校を卒業したら柔道を辞めて、指導者に「東京にいって身をたてるべきだ」と言わしめたほど得意としているダンスの学校に進むことを考えていた。にもかかわらず、女子柔道界の名門として知られる帝京大学柔道部監督の稲田明に誘われたことを嬉しく思い、結局柔道を続ける道を選んだ。
帝京大学入学後は厳しい練習に耐えられず、1年の6月には脱走を試みたこともあったが果たせなかった。そこでようやく柔道から逃げようとしてきた今までのあり方を諦念して、真面目に練習に取り組むようになると、9月の全日本ジュニア57kg級では3位となり、全国大会で初のメダルを獲得した。大学3年の時には学生体重別で優勝したのを皮切りに、世界学生や講道館杯でも優勝を成し遂げるまでになった。大学4年の時には体重別でも優勝して世界選手権代表に選出された。アジア選手権では2位だった。全日本学生柔道優勝大会では決勝で技ありを取って優勢勝ちするなどチームの優勝に貢献した。世界選手権では初戦で元世界チャンピオンであるキューバのユリスレイディス・ルペティに効果で敗れると、敗者復活戦でもポーランドのインガ・コウォジーに朽木倒で敗れて1勝もできずに終わった。なお、大会を放映したフジテレビからは「踊る！柔道娘JURI」なるキャッチコピーが付けられた。福岡国際では決勝で筑波大学の佐藤愛子に敗れて2位だった。
2006年には了徳寺学園職員になると、実業個人選手権で優勝を飾った。講道館杯では高校と大学の1年後輩となる帝京大学の宇高菜絵に敗れて2位に終わった。福岡国際では3位だった。2007年の体重別では3位だったが、環太平洋柔道選手権大会では優勝した2008年の体重別も3位にとどまったが、実業個人選手権では2年ぶり2度目の優勝を飾った。講道館杯では三井住友海上の徳久瞳に敗れて2位だった。嘉納杯では決勝で大学の後輩となる松本薫に技ありで敗れて2位にとどまった2010年には結婚して、了徳寺学園を退職した。

## 主な戦績
- 2002年 - 全日本ジュニア 3位
- 2003年 - 学生体重別 5位
- 2003年 - 講道館杯 5位
- 2004年 - 体重別 3位
- 2004年 - 全日本学生柔道優勝大会 3位
- 2004年 - 学生体重別 優勝
- 2004年 - 講道館杯 優勝
- 2004年 - 世界学生 優勝
- 2005年 - ロシア国際 3位
- 2005年 - 体重別 優勝
- 2005年 - アジア選手権 2位
- 2005年 - 全日本学生柔道優勝大会 優勝
- 2005年 - 講道館杯 3位
- 2005年 - 韓国国際 2位
- 2005年 - 福岡国際 2位
- 2006年 - 体重別 3位
- 2006年 - 実業個人選手権 優勝
- 2006年 - 講道館杯 2位
- 2006年 - 福岡国際 3位
- 2007年 - 体重別 3位
- 2007年 - 実業個人選手権 3位
- 2007年 - 環太平洋柔道選手権大会 優勝
- 2008年 - 体重別 3位
- 2008年 - 実業個人選手権 優勝
- 2008年 - 講道館杯 2位
- 2008年 - 嘉納杯 2位

(出典、JudoInside.com)